# メアリー・ジョー・マーキー
メアリー・ジョー・マーキー（Mary Jo Markey）はアメリカ合衆国の映像編集者。女優として活動していたこともある。

## 来歴
『ザ・スタンド』、『恋のおかたづけしましョ!』、『ミッション:インポッシブル3』などのメジャーな映画を編集した。彼女は、『フェリシティの青春』、Breaking News、『Skin』、『エイリアス』などのテレビ番組の編集も務めた。『LOST』ではチーフエディターを務めた。彼女はアメリカ映画編集者協会のメンバーである。J・J・エイブラムスの映画・テレビドラマ作品に参加することが多く、2009年の『スター・トレック』でも編集を務めている。